# Cayo Belicio Flaco Torcuato Tebaniano
Cayo o Gayo Belicio Flaco Torcuato Tebaniano  fue un senador romano que desarrolló su cursus honorum a finales del siglo I y la primera mitad del II, bajo los imperios de Nerva, Trajano y Adriano.

## Familia
Era hijo de Gayo Belicio Natal Tebaniano consul suffectus en 87, bajo Domiciano. Sus hijos fueron Cayo Belicio Torcuato, consul ordinarius en 143, y Cayo Belicio Calpurnio Torcuato, consul ordinarius en 148, ambos bajo Antonino Pío.

## Carrera pública
Su único cargo conocido fue el de consul ordinarius en 124, bajo Adriano.